# ويليام تسوتسوى
ويليام تسوتسوى (بالإنجليزية: William Tsutsui)‏ هو مؤرخ وكاتب أمريكي، ولد في 9 يوليو 1963 في نيويورك في الولايات المتحدة.